# Chronologie des femmes en littérature francophone
Pour un article plus général, voir Littérature de langue française.
La chronologie des femmes en littérature francophone retrace l'évolution de la place des femmes et leurs principales réalisations dans le domaine de la littérature écrite en français.

## XIIesiècle
Marie de France écrit entre 1167 et 1189 les Fables, une traduction de l'Isopet qui aurait appartenu au roi Alfred Le Grand.

## XIVesiècle

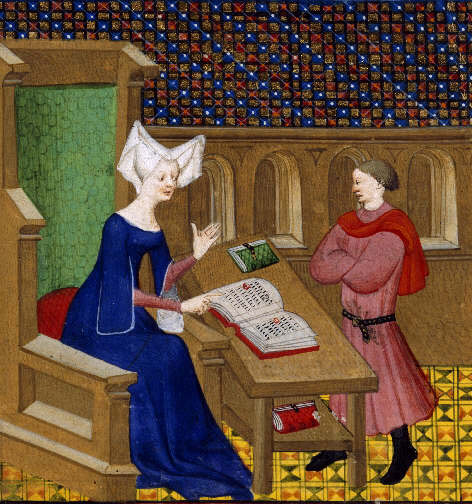
Christine de Pisan et son fils.

Christine de Pizan est considérée comme la première femme de lettres de langue française ayant vécu de sa plume. Son érudition la distingue des écrivains de son époque, hommes ou femmes. Veuve et démunie, elle dut gagner sa vie en écrivant. On lui doit, entre autres, Cent ballades d'amant et de dame et La Cité des dames. Son travail majeur est accompli entre 1400 et 1418.

## XVesiècle
Marguerite-Éléonore Clotilde de Vallon-Chalys, dame de Surville (vers 1405- vers 1498) est une supposée poétesse française du XVe siècle. Elle serait l’autrice de diverses œuvres, entre autres: Le Chastel d’amour (roman héroïque et pastoral), un épître, L’Ombre de Clotilde aux femmes poètes, ou encore un conte: Les Cinq plaids d’or. C’est Joséphine de Beauharnais qui permit la publication des œuvres en 1803.
Mais le mystère plane autour de cette femme. Il semblerait que les manuscrits de Clotilde de Surville aient traversé les générations pour être récupérés par Joseph Étienne, marquis de Surville qui demandera à sa femme de les éditer. Charles Vanderbourg publie en 1803 un ouvrage qui contient environ 40 pièces de vers. Si la réception de cette œuvre est unanimement positive à l’époque, des interrogations naissent néanmoins au fil du temps. Les divergences de style et d’expressions relevées dans les écrits tendent à penser qu’ils auraient pu être imités ou bien modifiés. L’authenticité de l’œuvre est alors remise en question.
En 1870, Antonin Macé souhaite résoudre l’affaire de cette prétendue supercherie littéraire. En révélant une correspondance entre Vanderbourg et la femme du Marquis de Surville, Macé nous apprend que Vanderbourg affirme que les poésies sont bel et bien de Clotilde De Surville mais qu’elles ont parfois pu être modifiées par le Marquis de Surville. Ainsi, l’existence de Clotilde De Surville et de ses écrits n’est plus soumise au questionnement, mais la pleine originalité des vers qui nous sont parvenus est une question qui reste en suspens.

Par la suite, divers critiques s’interrogeront sur ce mystère ou cette supercherie littéraire ou jugeront ce cas d’exemple de préjugé sur la littérature féminine. En 1826, Charles Nodier et de Roujoux publient Poésies inédites concernant Clotilde De Surville; cet ouvrage contient explicitement des œuvres qui n’ont pu être écrites par cette femme à cette époque. Il viendra compliquer la prétendue authenticité attribuée à cette femme.

## XVIesiècle

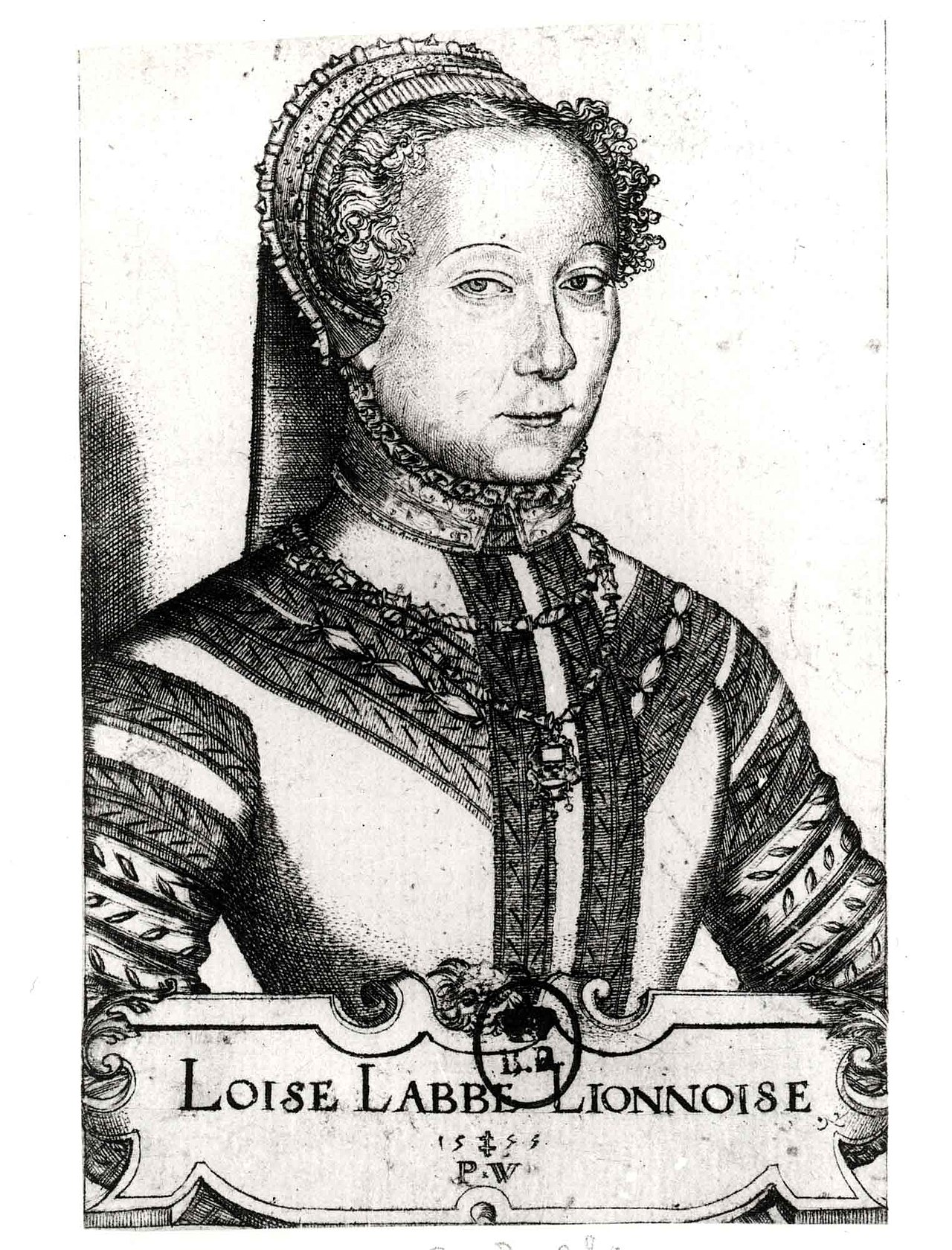
Louise Labé

Louise Labé (1524-1566), surnommée la Belle Cordière, est une poète française de la Renaissance, considérée comme l’une des plus grandes autrices du XVIe siècle et l’une des principales figures de l'École Lyonnaise.
En 1555, elle publie Le Débat de Folie et d’Amour en 662 vers où elle revendique le droit de l’éducation pour les femmes et l’indépendance de pensée. La même année, Louise Labé publie 24 sonnets qui évoquent ses sentiments et désirs, ce qui n’était pas courant chez les femmes au XVIe siècle. Elle veut alors être l’initiatrice de ce renversement de codes en publiant ces poèmes et a beaucoup plu aux poètes de son époque.
Elle s’élèvera aussi contre la misogynie que contient Le Roman de la Rose, tout comme Christine de Pizan qui l’avait fait avant elle.

## XVIIesiècle

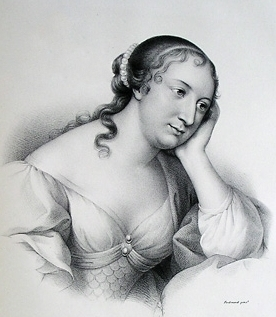
Madame de La Fayette

Madame de La Fayette publie La Princesse de Montpensier anonymement en 1662, puis Zaïde en 1669 sous la signature de Segrais, homme de lettres de l’époque et La Princesse de Clèves en 1678.

## XVIIIesiècle
Marie-Anne Robert écrivaine féministe françaiseest l'une des premières du genre de la science-fiction féministe : elle publie en 1765 le roman Voyage de Milord Céton dans les sept planètes qui est considéré comme un des premiers romans de science-fiction féministe,.

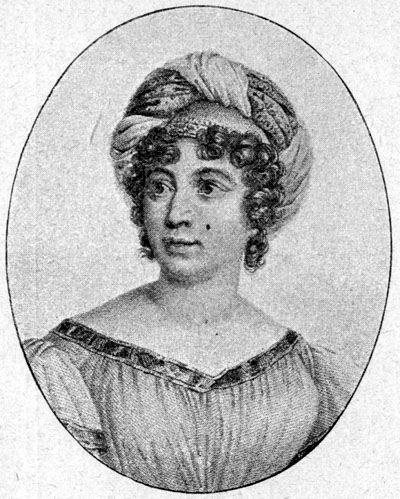
Anne Germaine de Stael

Germaine de Staël,, issue d'une famille de protestants valdo-genevois richissimes affirme sa réputation littéraire et intellectuelle grâce à trois essais philosophiques que sont les Lettres sur les ouvrages et le caractère de Jean-Jacques Rousseau (1788), De l'influence des passions sur le bonheur de l'individu et des nations (1796) et De la littérature considérée dans ses rapports avec les institutions sociales (1800). Favorable à la Révolution française et à une monarchie constitutionnelle, elle est interdite de séjour sur le sol français par Napoléon Bonaparte et s'installe en Suisse dans le château familial de Coppet qui sert de lieu principal de rencontres au groupe du même nom, et d'où elle fait paraître Delphine (1802), Corinne ou l'Italie (1807) et De l'Allemagne (1810/1813). Ce livre popularise en France les œuvres des auteurs de langue allemande et ouvre la voie au romantisme français.

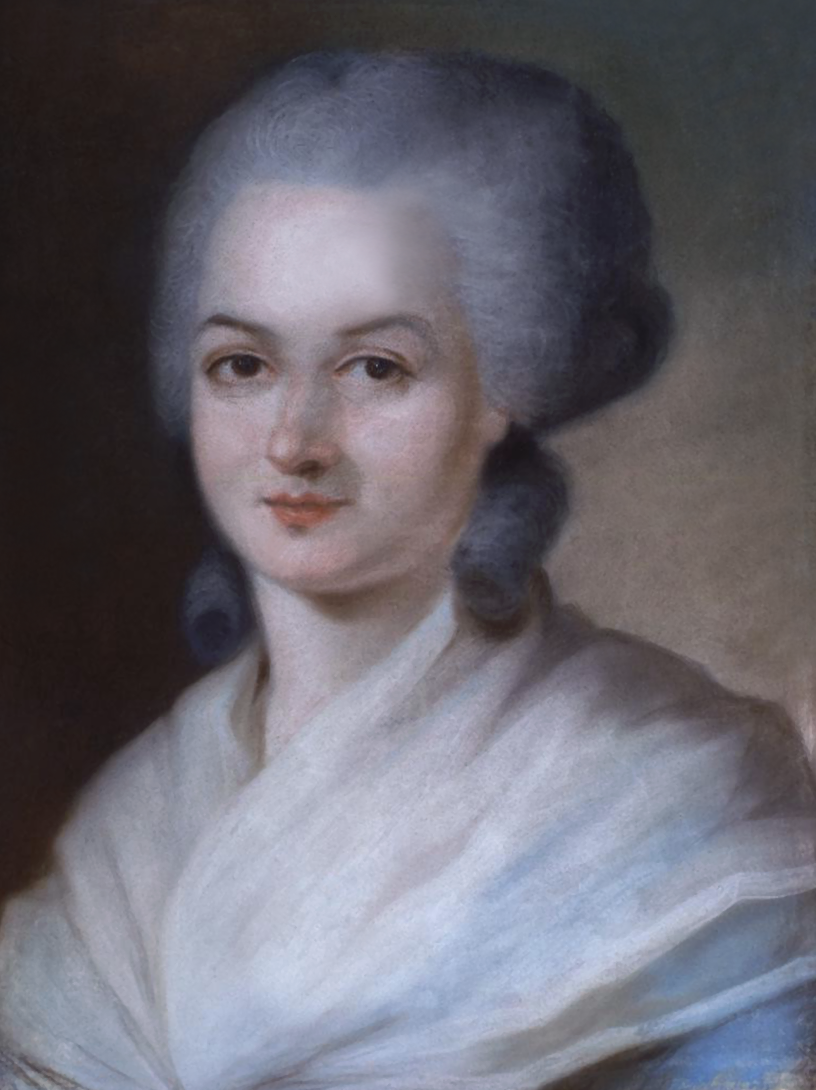
Olympe de Gouges

Olympe de Gouges, de son vrai nom Marie Gouze, née le 7 mai 1748 à Montauban et morte le 3 novembre 1793 à Paris est la pionnière du féminisme français de par son écrit intitulé la Déclaration des droits de la femme et de la citoyenne de 1791, une réécriture de la Déclaration des droits de l'homme et du citoyen de 1789. Cette œuvre défend non seulement le respect des droits des femmes mais également l'acceptation de l'union libre, la reconnaisse de paternité et la lutte contre l'esclavage. Pour que son œuvre soit acceptée de tous, cette femme de lettres n'hésite pas à en appeler à la reine Marie-Antoinette d'Autriche en lui adressant un écrit au début de sa déclaration nommé : Dédicace à la reine. Cependant son texte provocateur a très peu d'impacte à l'époque, les femmes de toutes classes ne suivent pas son mouvement militantisme, il tombe donc aux oubliettes. C'est l'historien, Olivier Blanc qui réhabilitera son œuvre à sa juste valeur en 1981 en lui vouant une bibliographie à son nom. Aujourd’hui la DDFC est reconnu comme l’une des œuvres les plus avant-gardistes de son époque.

## XIXesiècle
Plusieurs femmes tiennent salon dont Madame Arman de Caillavet, Juliette Adam, Marie-Laure de Noailles ou Lucie Delarue-Mardrus.

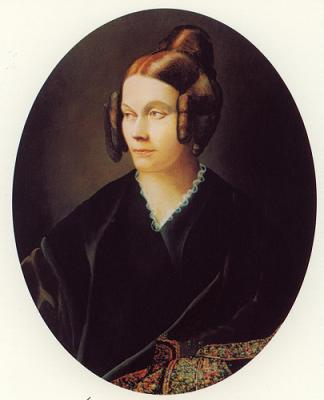
Sophie de Ségur

D'origine russe née à Saint-Pétersbourg, La comtesse de Ségur devient connue à partir des années 1850 grâce à ses romans qui racontent les épreuves et les bourdes de Sophie, victime d'une marâtre, Madame Fichini, alors que ses cousines (et amies) sont à la fois raisonnables et pourvues d'une mère aimante : Les Malheurs de Sophie, Les Petites Filles modèles et Les Vacances.
Marceline Desbordes-Valmore
George Sand
Colette

## XXesiècle

### Années 1900

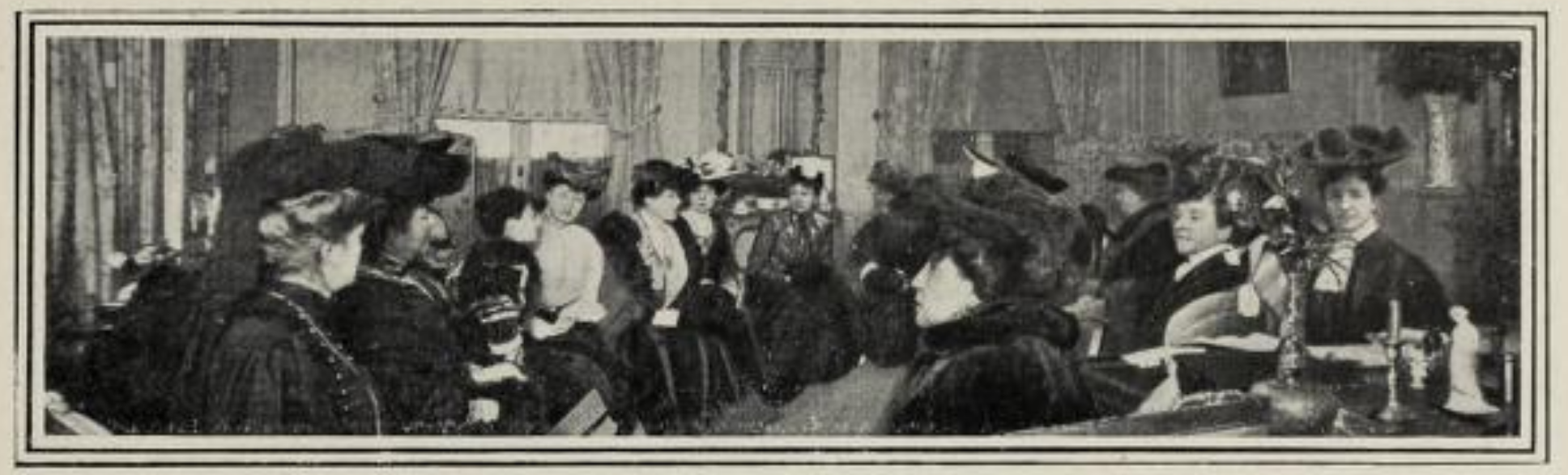
Jury prix vie heureuse 1904

Création en 1904 du prix Vie heureuse qui deviendra le prix Femina par vingt-deux collaboratrices du magazine La Vie heureuse, afin de constituer une contre-proposition au prix Goncourt, jugé misogyne en raison notamment de son attribution. Le prix, attribué chaque année par un jury exclusivement féminin, récompense une œuvre de langue française écrite en prose ou en vers,. Myriam Harry en est la première récipiendaire pour La Conquête de Jérusalem.
André Corthis reçoit le prix Femina en 1906 pour Gemmes et Moires.

### Années 1910

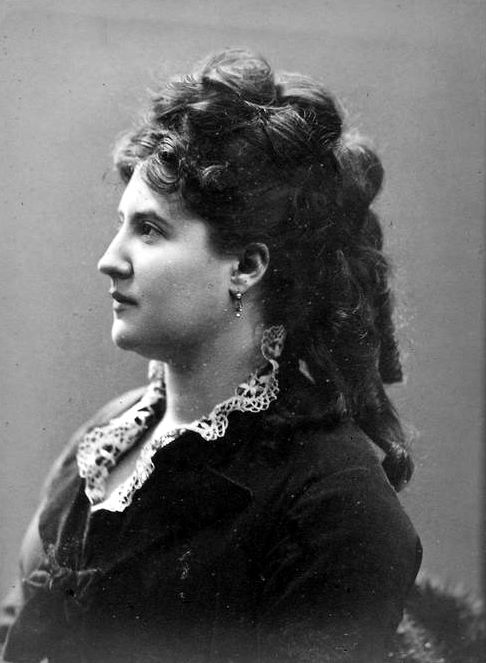
Judith Gautier

Judith Gautier est en 1910 la première femme à entrer à l'Académie Goncourt. Marguerite Audoux publie la même année Marie-Claire, roman prolétaire qui connaît un triomphe et reçoit le prix Fémina. Il donne son nom au magazine féminin Marie Claire créé en 1937.
Neel Doff publieen 1911 Jours de famine et de détresse, premier d'une série de romans et de récits autobiographiques qui constituent une fresque de la vie populaire à la fin du XIXe siècle.
Camille Marbo est lauréate du Prix Femina en 1913 pour son premier roman la Statue voilée.
Louise Weiss, journaliste et femme de lettres, fonde en 1918 la revue L'Europe Nouvelle, dont elle devient la rédactrice en chef en 1920.

### Années 1930
Camille Marbo devient en 1937 la première femme présidente de la Société des gens de lettres, association française de promotion du droit et de défense des intérêts des auteurs.

### Années 1940
En 1945, Jeanne Loviton, sous le pseudonyme de Jean Violier succède à Robert Denoël à la direction des éditions Denoël. Elle vend l'année suivante la maison d’édition à Gallimard. Elsa Triolet est la première femme a recevoir le prix Goncourt pour son recueil de nouvelles Le premier accroc coûte deux cents francs,. En décembre, Anne-Marie Monnet remporte le prix Fémina pour son roman Le Chemin du soleil, décrivant la vie des paysans de Savoie.

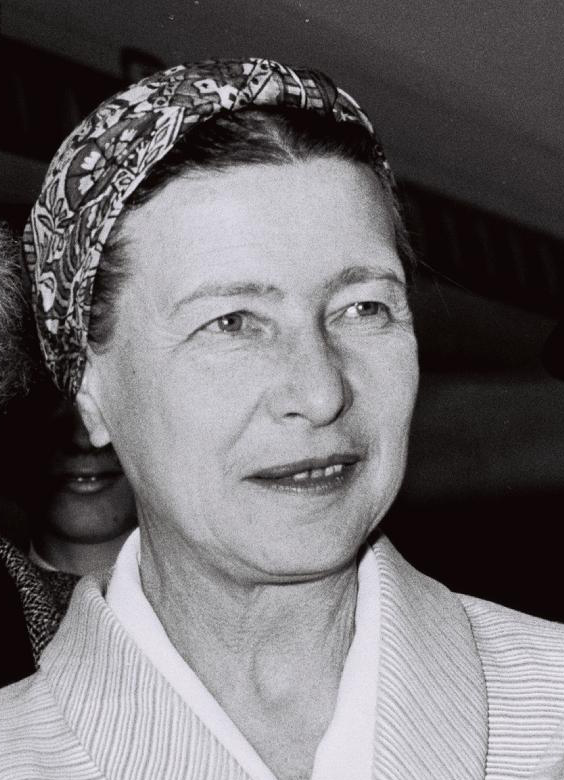
Simone de Beauvoir

Simone de Beauvoir publie en 1949 Le Deuxième Sexe, qui expose sur le plan théorique la condition féminine,.

### Années 1950
En 1953, Anne Desclos, dite Dominique Aury, devient secrétaire générale de La Nouvelle Revue française.
Nathalie Sarraute publie L'Ère du soupçon en 1956. Ce recueil de quatre essais sur la littérature récuse les conventions traditionnelles du roman. Elle devient l'une des figures du courant du Nouveau Roman.
Marguerite Duras remporte le Prix de Mai 1958 pour Moderato cantabile.

### Années 1960
Pionnière de l'histoire des femmes, Édith Thomas publie en 1963 Les « Pétroleuses », où elle raconte l'histoire de femmes accusées à tort d'avoir été des incendiaires pendant la Commune de Paris. Il obtient en 1964 le Prix Fémina Vacaresco. Elle prépare une biographie de Louise Michel, publiée à titre posthume en mars 1971,.
Rencontres essentielles de Thérèse Kuoh-Moukouri publié en 1969 est généralement considéré comme le premier roman écrit par une femme en Afrique francophone,,,. Il raconte l'histoire de Flo, une femme qui ne parvient plus à avoir d'enfants à la suite d'une fausse couche, et ses luttes pour garder son mari.

### Années 1970
Dominique Aury devient membre du Conseil supérieur des Lettres en 1974.
1975, la sage-femme et femme politique malienne, Aoua Keïta publie Femme d’Afrique : la vie d'Aoua Kéita racontée par elle-même et devient l'année suivante la première femme à remporter le Grand prix littéraire d'Afrique noire.

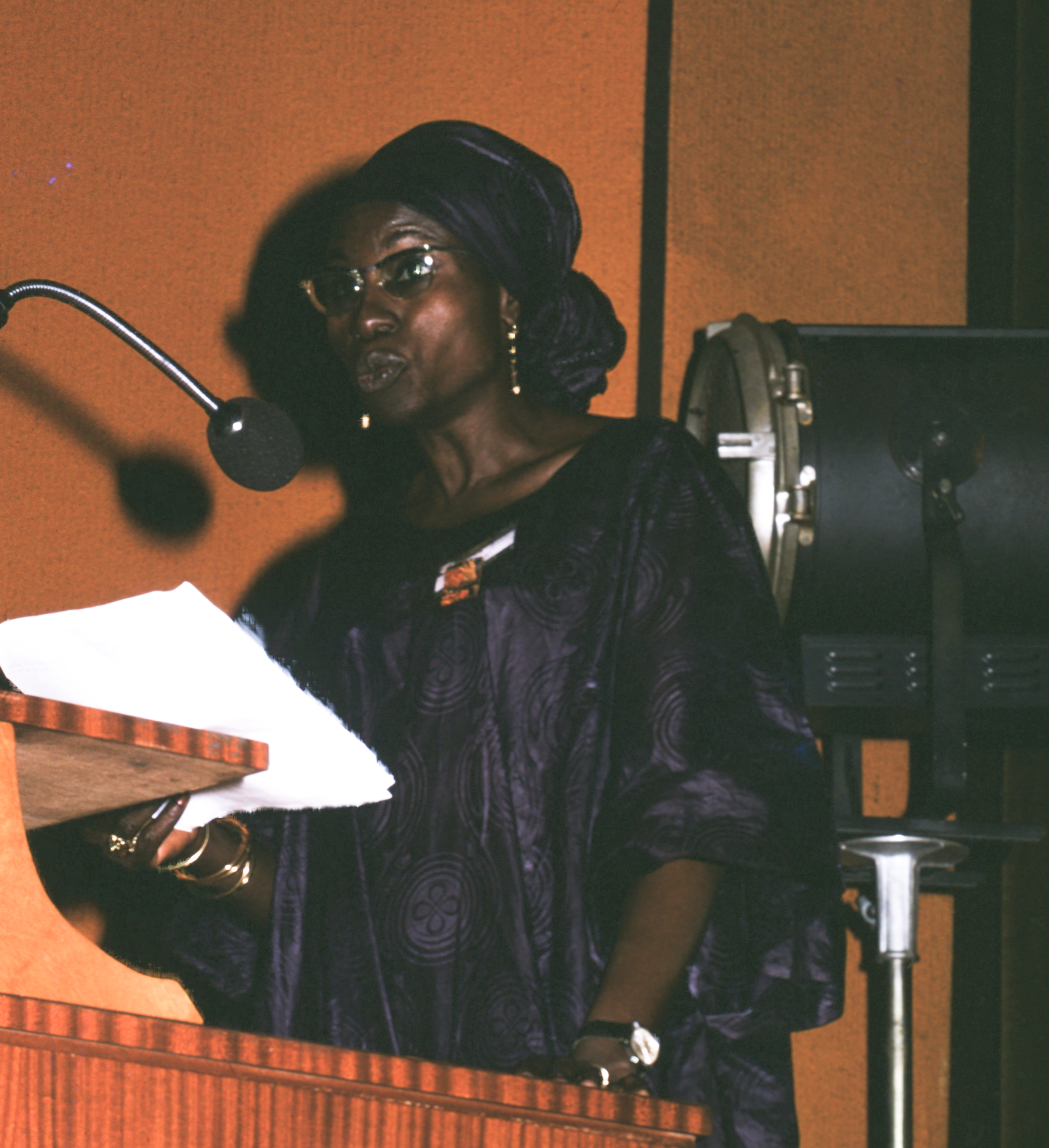
Aoua Keïta

Parution en 1978 de La Parole aux négresses d'Awa Thiam et préfacé par Benoîte Groult. C'est un livre fondateur du féminisme africain francophone, précurseur de l'intersectionnalité en exposant la spécificité du féminisme des femmes noires dans le mouvement féministe d'un point de vue francophone. Il est composé d'entretiens donnant la paroles aux femmes noires concernées.

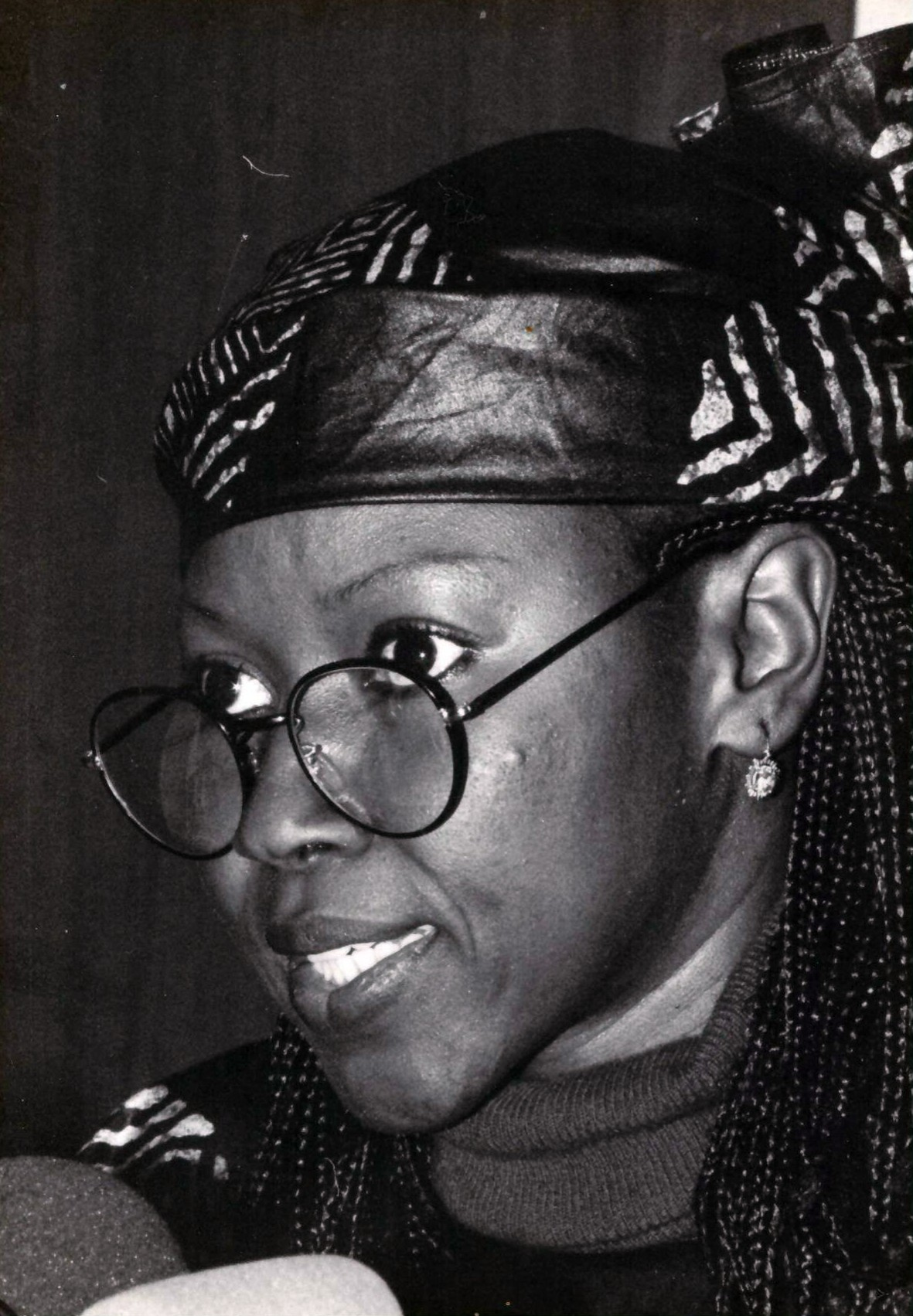
Awa Thiam

En 1979, Mariama Bâ publie Une si longue lettre aux Nouvelles Éditions Africaines à Dakar où elle traite de la société sénégalaise et plus largement de l’émancipation féminine. Prix Noma de publication en Afrique en 1980, il devient, plus de quarante ans plus tard, le roman épistolaire le plus célèbre du continent africain.

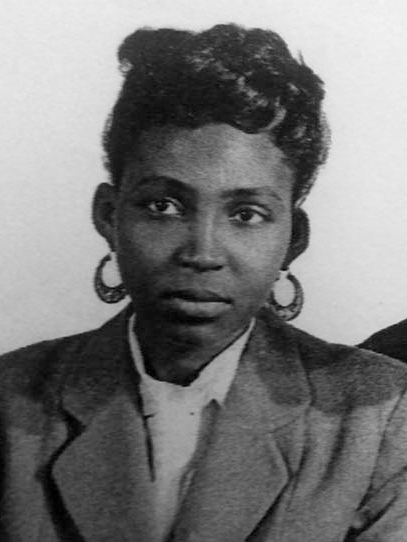
Mariama Bâ

La Grève des bàttu, roman d'Aminata Sow Fall acquiert une reconnaissance internationale. Grand prix littéraire d'Afrique noire en 1980, il est adapté au cinéma pour le film intitulé Bàttu, réalisé par le cinéaste malien Cheick Oumar Sissoko et sorti en 2000.

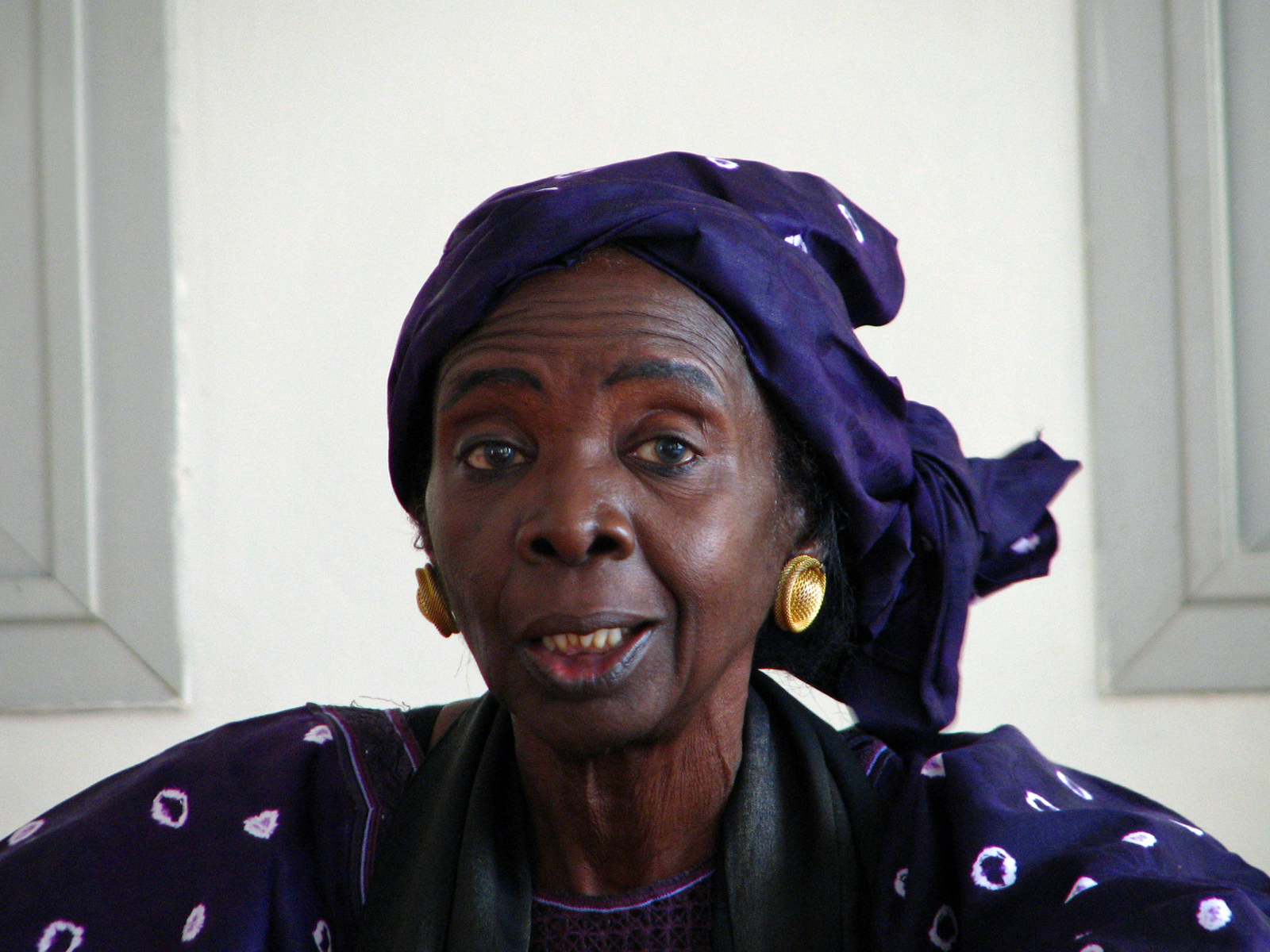
Aminata Sow Fall

### Années 1980

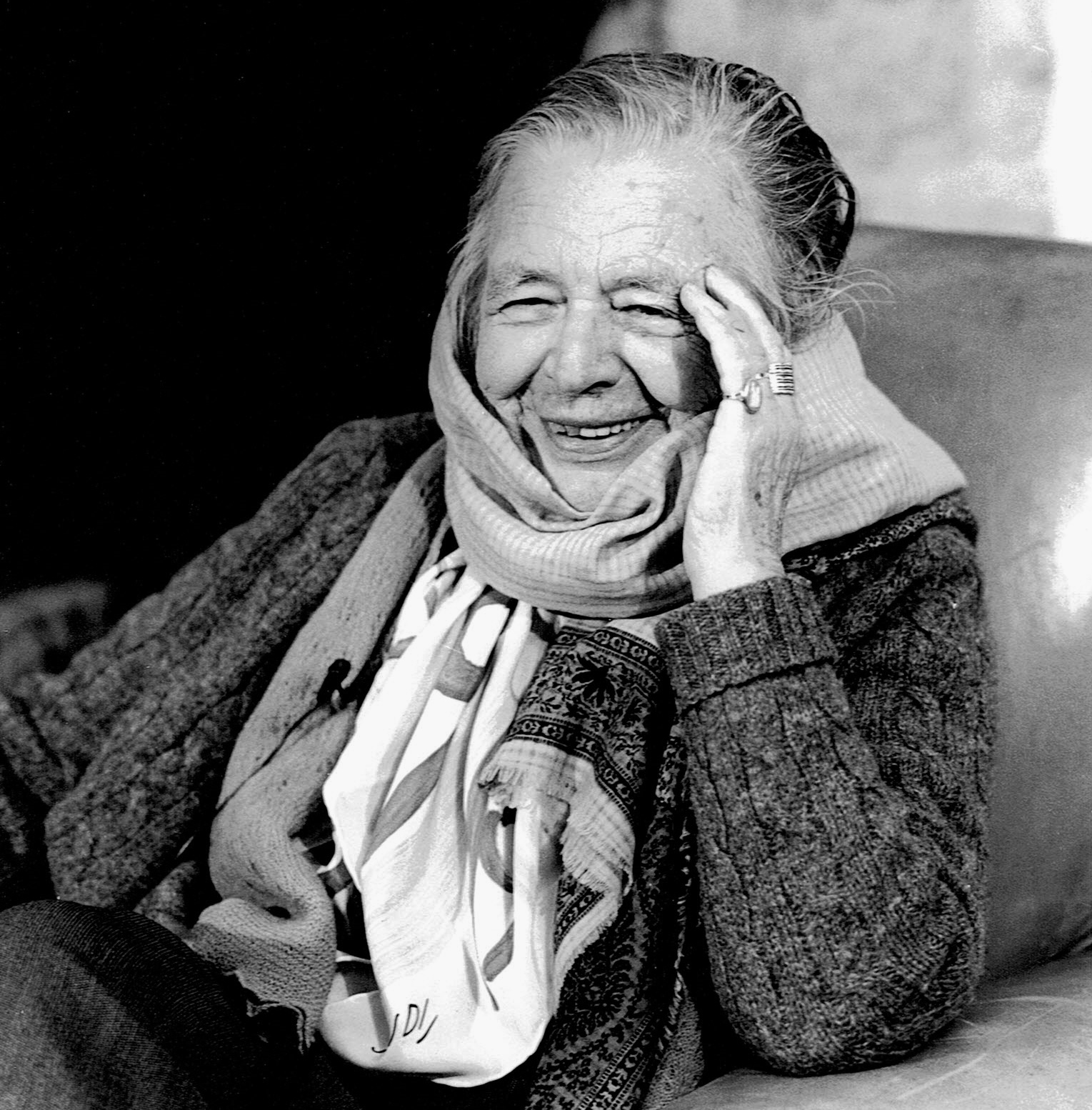
Marguerite Yourcenar

Le 6 mars 1980, Marguerite Yourcenar est la première femme élue membre de l'Académie française.
Marguerite Duras remporte le Prix Goncourt 1984 pour L'Amant.

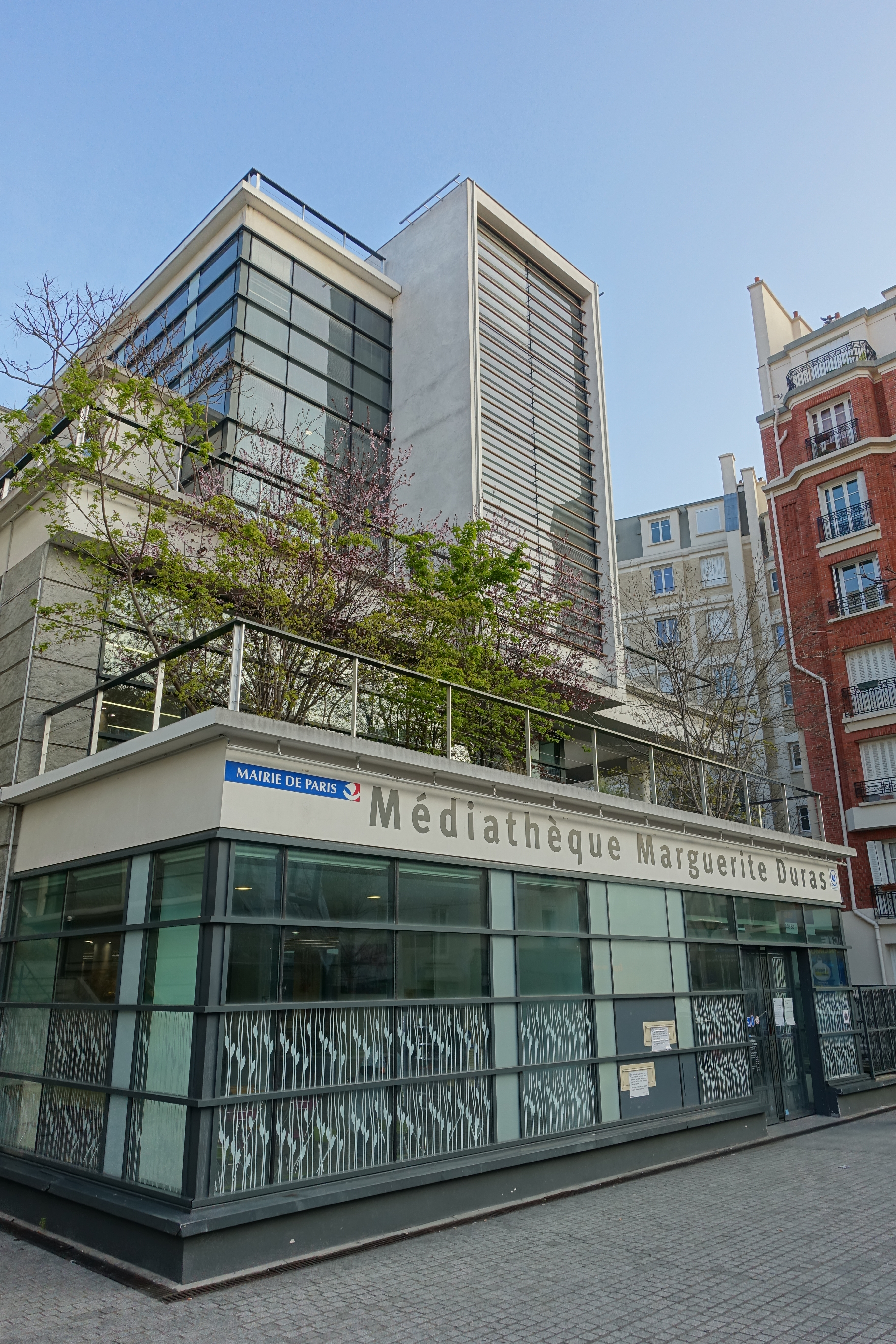
Médiathèque Marguerite Duras, Paris

Monique Blin cofonde avec Pierre Debauche en 1984 à Limoges le Festival des Francophonies, festival de création théâtrale international. Elle en est la directrice jusqu'en 1999.

### Années 1990
Virginie Despentes publie son roman Les Jolies Choses chez Grasset en 1998. Elle obtient le Prix de Flore en 1998 et le Prix Saint-Valentin en 1999.
Amélie Nothomb est une autrice belge d'expression française née le 09 juillet 1966 à Etterbeek, dans la banlieue de Bruxelles. Issue d'une famille de notables, cette fille d'un ambassadeur a passé sa jeunesse à voyager, de la Chine aux États-Unis. Elle revient dans son pays de naissance vers l'âge de 17 ans pour mener des études de philologie, dont elle est agrégée. Son premier roman publié en 1992  Hygiène de l'Assassin, est sacré du prix René-Fallet. Elle a ensuite publié d'autres romans célèbres comme le Sabotage amoureux, les Catilinaires et Stupeur et Tremblements.
Elle a notamment été récompensée par le Grand prix du roman de l'Académie Française en 1999, le prix de Flore en 2007 et le Grand prix Jean-Giono pour l'ensemble de son œuvre en 2008.

## XXIesiècle

### Années 2000
Marie NDiaye remporte le prix Femina en 2001 pour Rosie Carpe et le prix Goncourt en 2009 pour Trois Femmes puissantes.
En 2006 Virginie Despentes publie King Kong Théorie.

### Années 2010
Leïla Slimani obtient le prix Goncourt en 2016 pour son deuxième roman Chanson douce qui sera ensuite adapté au théâtre,.

### Années 2020

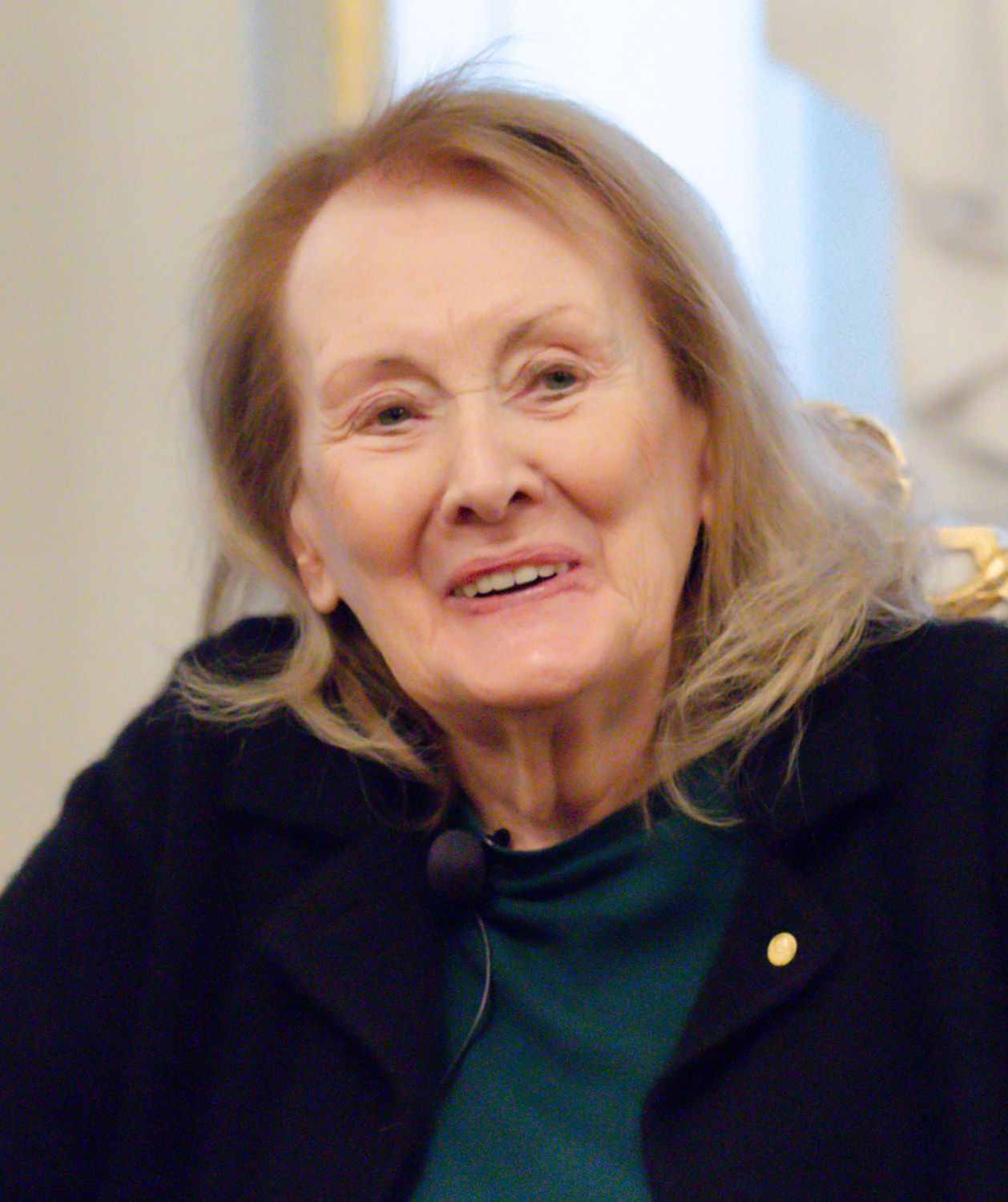
Annie Ernaux

Annie Ernaux, autrice notamment de Les Armoires vides et La Place, reçoit le prix Nobel de littérature en 2022 pour l'ensemble de sa carrière. Elle est la première femme francophone à être récompensée.

### Années 2023
Neige Sinno, autrice notamment de Triste tigre, reçoit pour ce livre le prix Femina, le prix Goncourt des lycéens, et le prix littéraire du Monde, et, traduit en italien par Luciana Cisbani et publié par Neri Pozza Editore, (it), le prix Strega européen en 2024.